# Kanton Cognin
Der Kanton Cognin war von 1985 bis 2015 ein französischer Wahlkreis im Département Savoie, deren Hauptort Cognin war. Die landesweiten Änderungen in der Zusammensetzung der Kantone brachten zum März 2015 die Auflösung des Kantons.

## Gemeinden
Der Kanton umfasste sechs Gemeinden:
| Gemeinde            | Einwohner Jahr | Fläche km² | Bevölkerungsdichte | Code INSEE | Postleitzahl |
| ------------------- | -------------- | ---------- | ------------------ | ---------- | ------------ |
| Cognin              | 5.919 (2013)   | 4,48       | 1321 Einw./km²     | 73087      | 73160        |
| Jacob-Bellecombette | 3.854 (2013)   | 2,47       | 1560 Einw./km²     | 73137      | 73000        |
| Montagnole          | 837 (2013)     | 11,3       | 74 Einw./km²       | 73160      | 73000        |
| Saint-Cassin        | 743 (2013)     | 14,79      | 50 Einw./km²       | 73228      | 73160        |
| Saint-Sulpice       | 801 (2013)     | 8,82       | 91 Einw./km²       | 73281      | 73160        |
| Vimines             | 1.884 (2013)   | 14,23      | 132 Einw./km²      | 73326      | 73160        |